# Gouden-Handstraat
La Gouden-Handstraat est une rue de Bruges.

## Histoire
À partir de la fin du XIIIe siècle, un nouveau quartier fut édifié autour de l'église Saint-Gilles. Les premiers remparts de la ville avait créé un canal plus large, la Gouden-Handrei, le long duquel une route, des maisons et des sites de stockages furent construits. La rout
La première mention de la rue remonte à 1300 environ dans : in novo vico bachten Torre, faisant référence à la « nouvelle rue derrière Torre ». Torre était le nom de la maison de Jan van den Torre, sur le Torenbrug.
Un siècle plus tard, la rue prit le nom de Sint-Gillis Nieustrate. Ce nom est resté en usage jusqu'aux alentours de 1700. Dans la rue se trouvait une maison qui avait reçu le surnom de De Gouden Hand. Petit à petit, ce nom servit aussi à désigner la rue derrière.

## Culture et patrimoine

### Patrimoine
Le Collège d'Europe y dispose d'une résidence étudiante, appelée Gouden Hand. Celle-ci est un monument inscrit.

### Résidents notables
Parmi les habitants du quartier Saint-Gilles figurent l'humaniste Marcus Laurinus, qui a reçu Jean Louis Vivès, Érasme et Thomas More. Le baron Karel Aeneas de Croeser avait sa maison d'hiver dans la rue. Le peintre et graveur Eugène Jean Copman y a résidé, jusqu'à sa mort en 1930.

## Sources
- (nl) Cet article est partiellement ou en totalité issu de l’article de Wikipédia en néerlandais intitulé « Gouden-Handstraat » (voir la liste des auteurs).